# Myrmeciza
Myrmeciza is een geslacht van vogels uit de familie Thamnophilidae. Het geslacht telt na een revisie in 2013 nog maar één soort:
- Myrmeciza longipes  –  Witbuikmiervogel

Tot de revisie in 2013 behoorden meer dan 20 soorten miervogels tot dit geslacht.